# Niels Henrik Abel

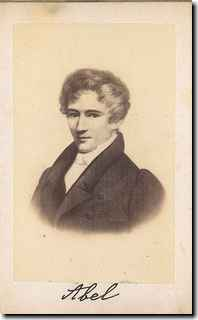
Niels Henrik Abel

Niels Henrik Abel (Findø-szigetén, Stavanger közelében, Norvégia, 1802. augusztus 5. – Froland, Norvégia, 1829. április 6.) norvég matematikus.

## Életpályája
Abel a teológus és filológus Soren Georg Abelnek, és Ane Marie Simonsonnak a fia. Hat lánytestvére volt.
Abel 1821-ben ösztöndíjjal beiratkozott Christiania (ma Oslo) egyetemére, amit 1822-ben el is végzett. 1825-től 1827-ig külföldön dolgozott, főként Párizsban, Berlinben és Göttingenben. Visszatérése után docens lett a Christianiai Egyetemen és Mérnökiskolában. 1829-ben gümőkórban halt meg.

## Kutatásai
- 1821-ben úgy vélte, megtalálta az ötödfokú egyenletek gyökképletét és cikket nyújtott be a dán Ferdinand Degenhez, a Royal Society of Copenhagen folyóiratában való közlésre. Miután Degen numerikus példákat kért, Abel felismerte eljárásának hibáját.
- 1824-ben már az ötödfokú egyenlet megoldhatatlanságát publikálta egy tömör, hatoldalas cikkben.
- Az elliptikus függvényekkel is foglalkozott, ezen a területen Carl Gustav Jacob Jacobival dolgozott együtt.

## Emlékezete

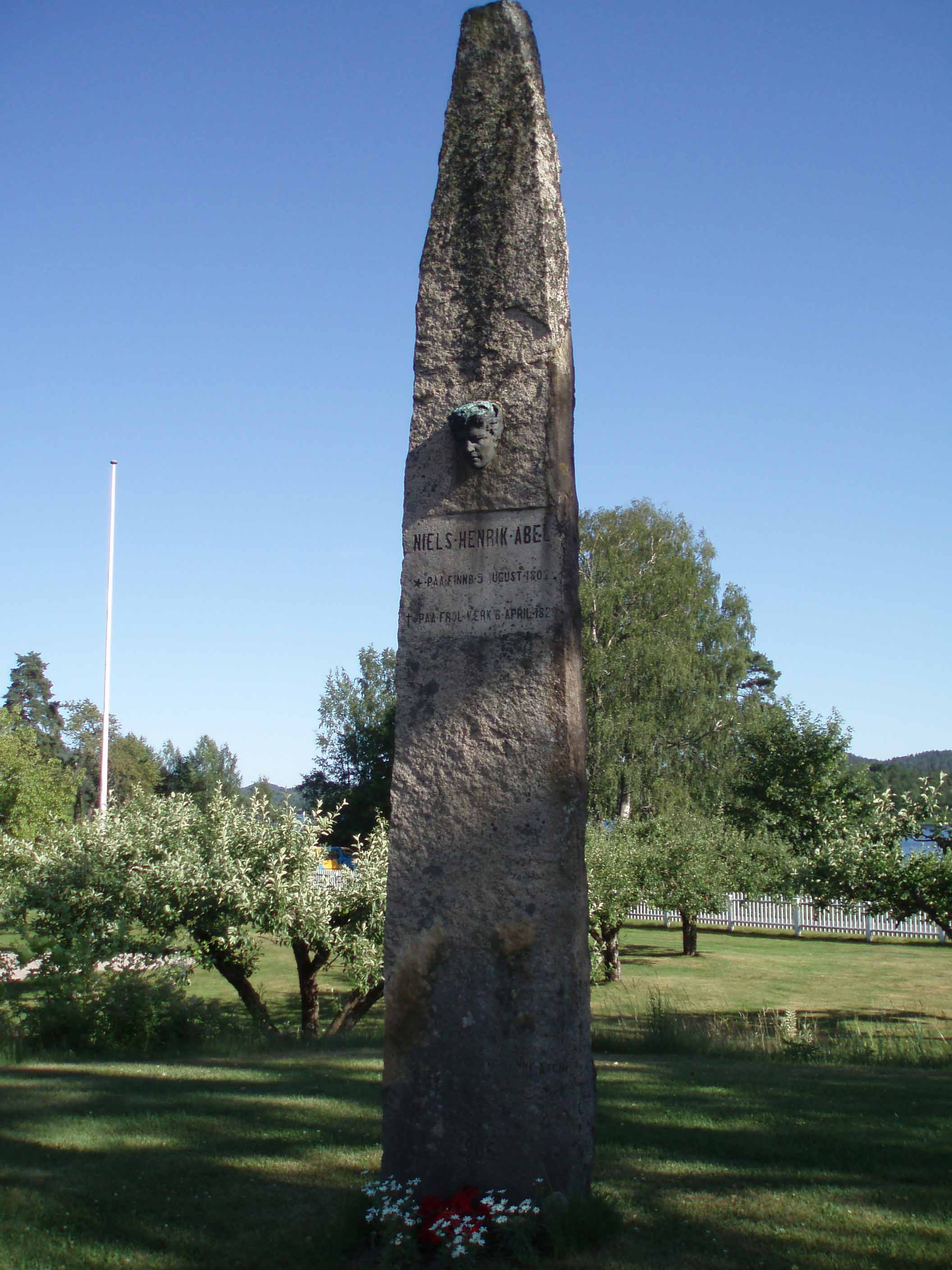
Abel emlékmű

Abelről nevezték el az Abel-féle lemmát (vagy más néven Abel-transzformáció), az Abel-csoportot és az Abel-díjat.

## Külső hivatkozások
- Életrajz az Abel-díj honlapjáról (angolul)
- MacTutor életrajz (angolul)
- Adatok